# Selección femenina de baloncesto de Islas Vírgenes de Estados Unidos

La Selección femenina de baloncesto de Islas Vírgenes Estadounidenses es el equipo de baloncesto que representa a Islas Vírgenes Estadounidenses en competiciones internacionales.

## Palmarés

### Juegos Centroamericanos y del Caribe
- 1 Medalla de Oro: 2023

### Centrobasket Femenino
- 1 Medalla de Oro: 2017
- 1 Medalla de Plata: 2021